# 战斧巡航导弹
戰斧巡弋飛彈（Tomahawk cruise missile，制式型號BGM-109）是一種長程、全天候、具有短翼、以次音速巡航飛行的飛彈，名字源自印第安戰斧。1972年由通用動力公司開始研發，1983年推出服役。戰斧巡弋飛彈設計上是一種中到遠距離，低空飛行，並且以模組化設計，能夠自陸地，船艦，空中與水面下發射。雷神與麥道都獲得過生產合約共同生产。
根據英國簡氏防務周刊報導，2018年4月27日美國海軍向雷神公司提出最後一份戰斧巡弋飛彈的訂單，宣告在完成這份合約後，戰斧飛彈将結束延續40年的生產歷史。该订单採購100枚戰斧飛彈改良第4型(Block IV)，總價1.43億美元。這批飛彈具備全方位垂直發射能力，可安裝在伯克級神盾驅逐艦上，主要任務是遠程對陸地攻擊之用，在2020年8月完成。
依美國國防部的財政預算顯示，美國海軍陸戰隊已經要求2021年增加1億2500萬美元，用於購買48枚陸攻型戰斧巡弋飛彈，因此該飛彈有望繼續生產。

## 發展歷史
美國在二次世界大戰末期觀察過德國的V-1飛彈的攻擊後，利用占領德國期間大規模搜集各類相關發展的資料、硬體與人員，送回美國之後加以分析、組裝、測試，作為後續發展的基礎。巡弋飛彈的發展自1940年代末期就一直進行，直到彈道飛彈成熟之前，巡弋飛彈是美國早期核子打擊的主要手段。當彈道飛彈能夠以更高的速度攻擊更遠的目標下，巡弋飛彈的發展腳步就漸趨緩慢。
戰斧巡弋飛彈的產生來自於科技發展與政治需求兩方面的結合。在科技發展方面，戰斧飛彈得利於：
1. 自1950年代以降，體積上持續縮小，但是功能和精確度不斷提升的導引系統。1958年LTV-Electro公司（後來更名為E系統公司）研發出地形輪廓比對（Terrain Contour Matching，TERCOM）導引系統，他的體積比過去的使用雷達做為地形比較的導引系統要小且輕，但是在精確度上有大幅的提升，也因此成為美國兩款巡弋飛彈的導引系統。
2. 1964年威廉斯研究公司提出一項小型渦輪扇發動機的研發案，這一款發動機預備做為可被單人使用的「飛行腰帶」飛行器。這個飛行器能夠以95公里／時的速度飛行16公里的距離。1967年威廉斯推出重量僅有31公斤、直徑30.5公分的WR19渦輪扇發動機（英语：Williams F107）（對外正式型號為F107），這顆發動機可以提供1.910千牛頓（430磅）的推力，相較於當時具有類似推力輸出的渦輪發動機，WR-19的體積和重量都非常的小，經過不斷的測試和改良之後，WR-19的可靠度讓縮小巡弋飛彈的體積不再是夢想。
3. 核子武器小型化，使得同樣體積與重量的彈頭的威力大幅提升，或者是同樣威力的彈頭能夠安裝在較小型的飛彈上面。

美國在越戰期間大量使用各類遙控無人載具執行對北越的高危險性任務所獲得的經驗，累積出一批對研發與佈署無人作戰載具的支持者。此外，美國海空軍常年使用小型無人靶機與誘餌之後，也在1960年代構思在研發新一代靶機時加入可攜帶武裝的需求，這些需求後來演變為次音速巡航無武裝誘餌（Subsonic Cruise Unarmed Decoy，SCUD）與次音速巡航攻擊飛彈（Subsonic Cruise Attack Missile，SCAM）計畫。然而這兩項計畫到了1970年代先後被取消，不過他們已經為後來的巡弋飛彈研發計畫打下良好的基礎。
蘇聯在冷戰時期最先將巡弋飛彈使用於武裝衝突上，使用最多，戰果也最豐碩的就是於1967年重創以色列驅逐艦的冥河反艦飛彈，再加上蘇聯推陳出新的各類巡弋反艦飛彈嚴重刺激美國，讓美國不得不急起直追，首先佈署的是體型較小的魚叉反艦飛彈。

## 飛彈構造
戰斧巡弋飛彈的設計是採取模組化，儘管各次型攜帶的彈頭種類或者是導引系統並不完全相同，但是飛彈內部的主要結構則是相通的。
飛彈的最前端是導引系統模組，位於這個模組後方的則是一到兩個前段彈身配載模組，這個模組可以攜帶燃料或者是不同的彈頭。
第三段是彈身中段模組，是主要的燃料與彈翼的所在位置。其後是彈身後段模組，其中包含延伸自前方模組的主燃料箱，發動機進氣口。其後是動力模組段，也就是發動機所在的位置。動力模組後方是飛彈的最後一個模組，主要是安裝火箭推進的加力器，以提供飛彈在發射之後加速到渦輪發動機可以操作的速度範圍所需。

## 生產次型
戰斧巡弋飛彈在設計上以模組化的設計，經由替換彈頭與導引系統之後，能夠利用同樣的彈體設計，滿足不同任務需求，雖然戰斧在設計上可以由多種載具發射，不過空射型美國空軍並未採購，陸射型在部署到歐洲地區之後引發很大的抗議以及國際壓力，在與蘇聯達成核子武器談判後撤除，目前使用中的只有從水面艦艇和潛艇發射的這兩類。

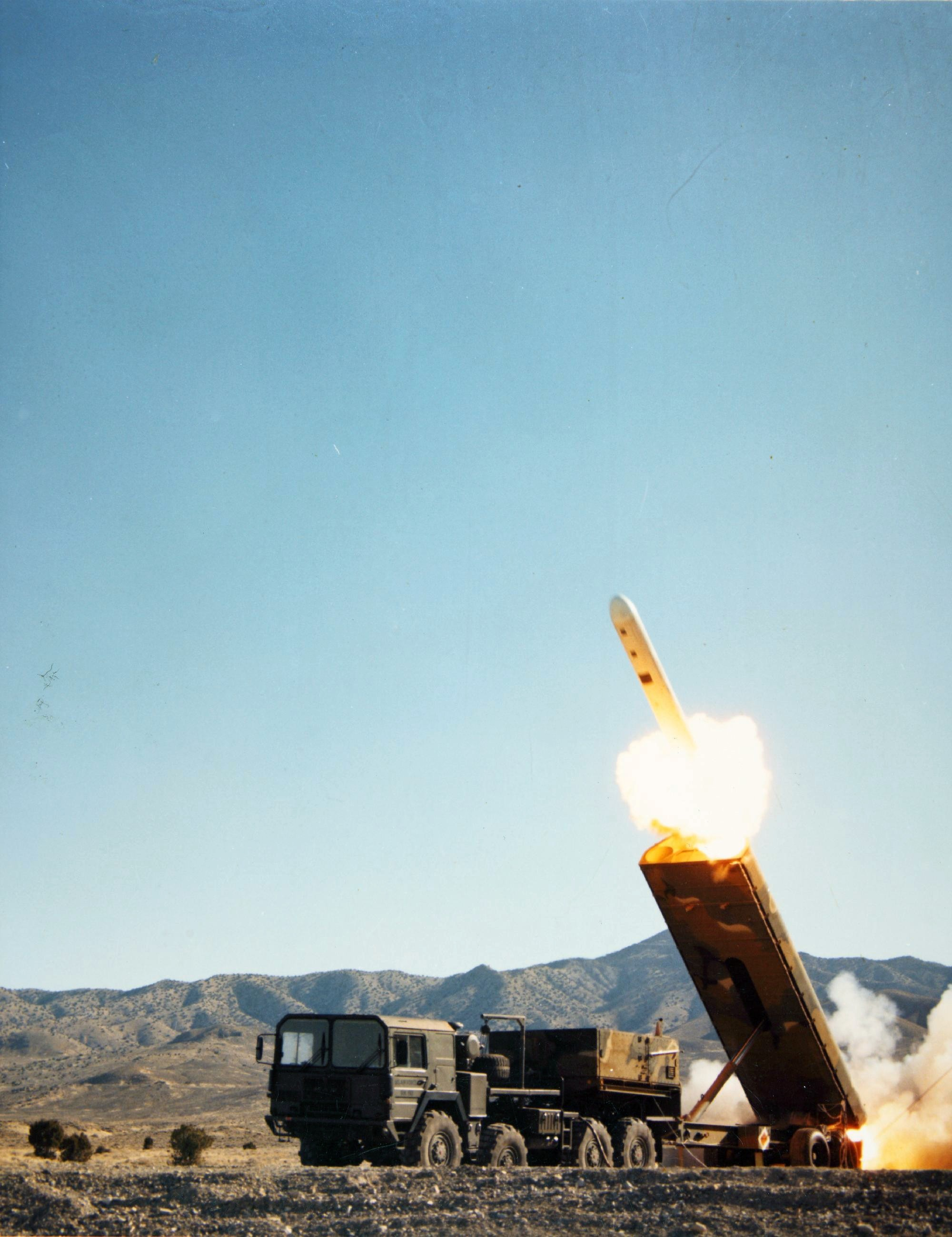
飛彈發射車發射一枚BGM-109G戰斧巡弋飛彈，最終飛彈因中程飛彈條約遭銷毀，發射車則封存

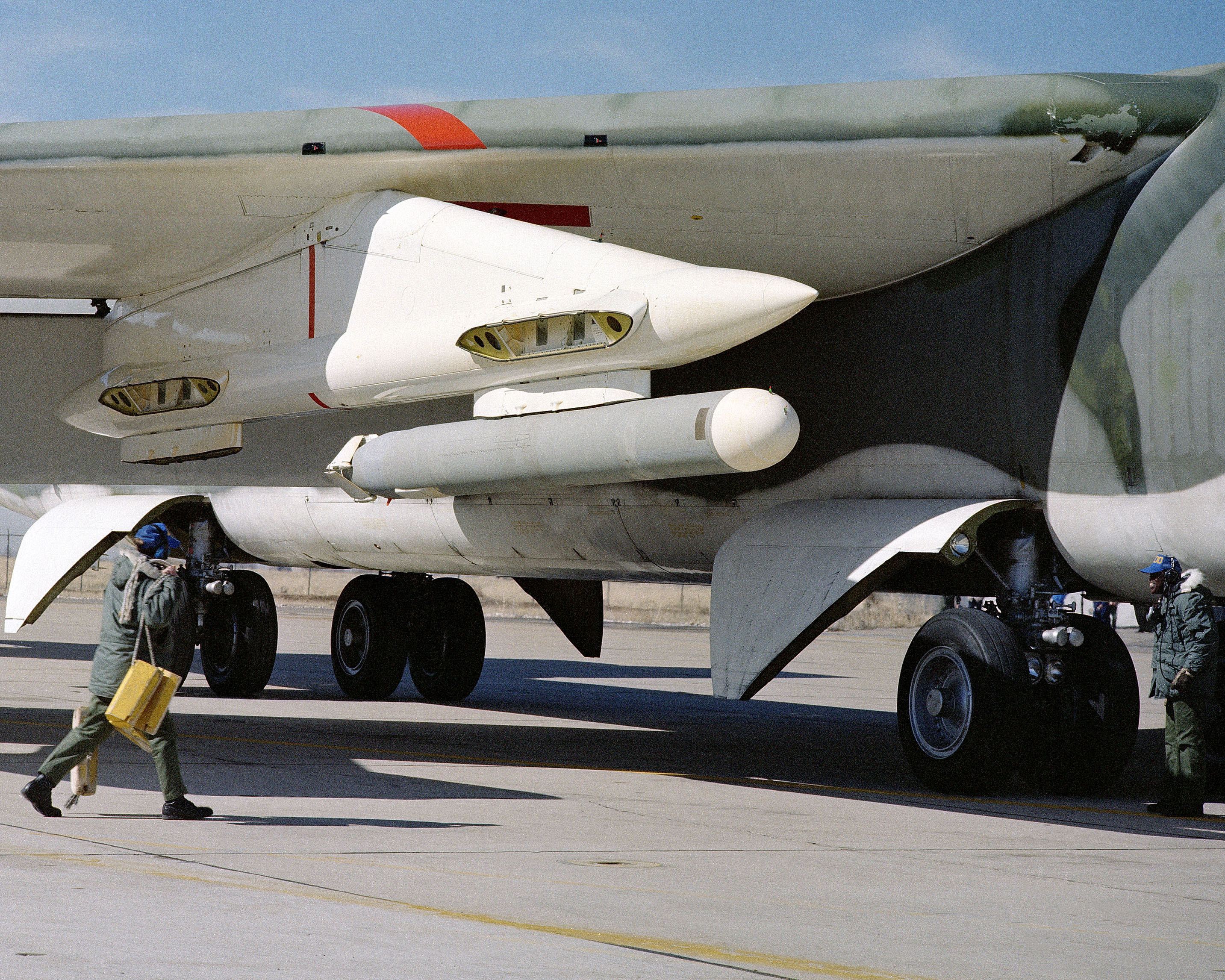
B-52同溫層堡壘戰略轟炸機裝備一枚AGM-109戰斧巡弋飛彈準備試射，但空軍最終並未採購

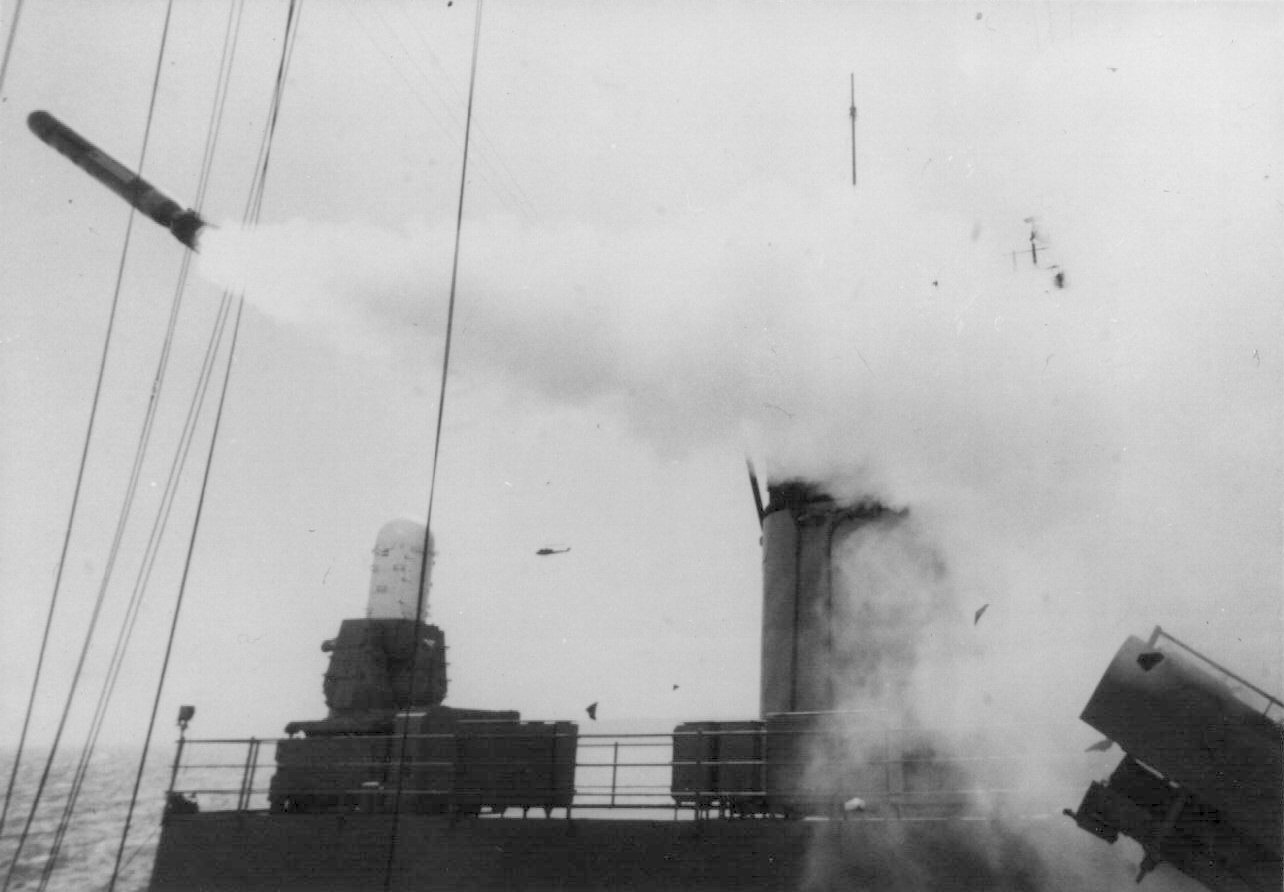
紐澤西號戰艦發射一枚RGM-109戰斧巡弋飛彈

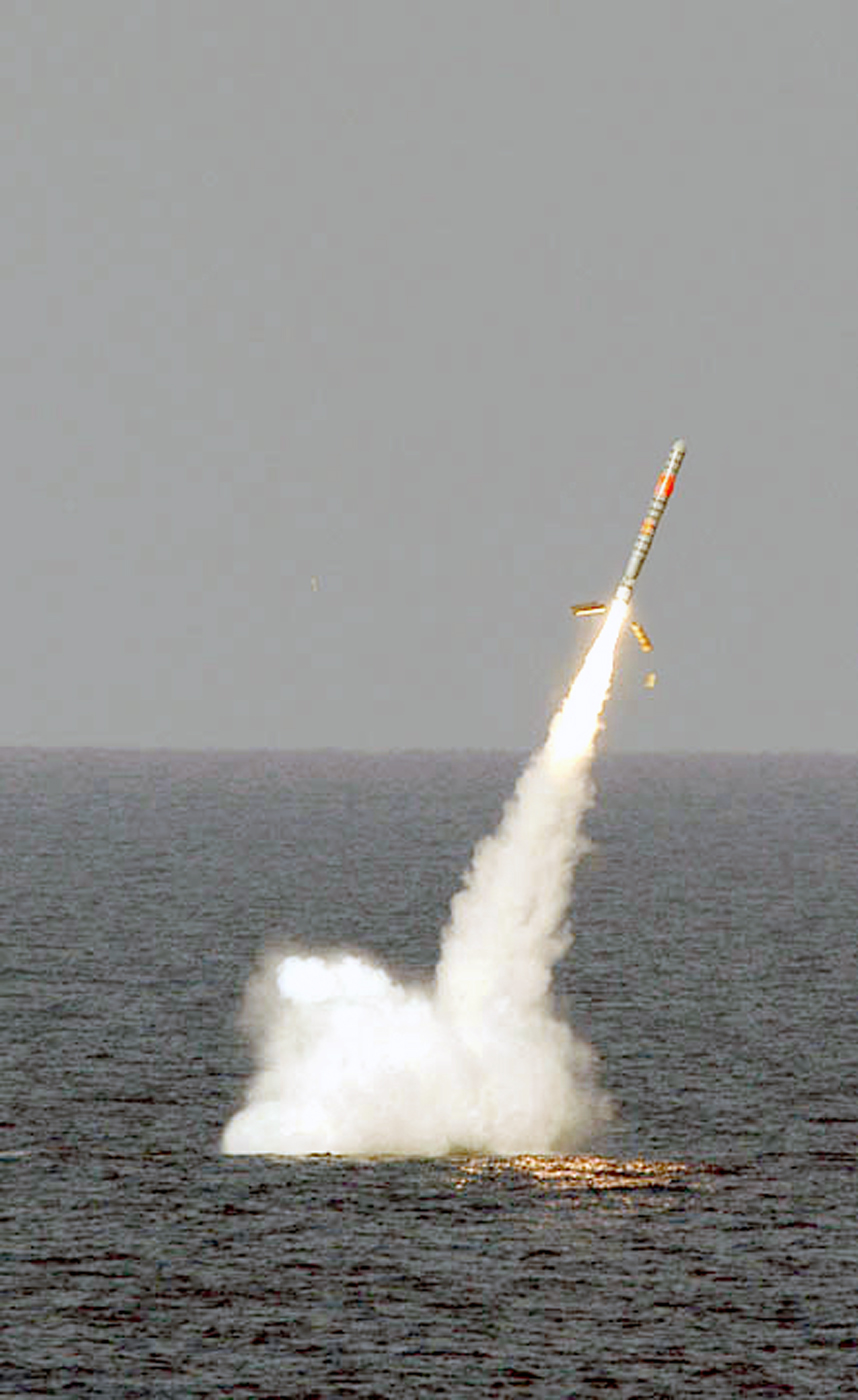
俄亥俄級核潛艇發射一枚UGM-109戰斧巡弋飛彈

### 第一批次
第一批次（Block I）的戰斧包括兩種生產次型：攜帶核子彈頭的陸攻型BGM-109A與反艦型BGM-109B。

#### BGM-109A
第一種部署的戰斧巡弋飛彈，也是戰斧巡弋飛彈系列當中第一種攜帶核彈頭的次型。正式的名稱是核陸上攻擊型戰斧（Nuclear Land-Attack Tomahoawk），簡稱TLAM-N（Tomahawk Land Attack Missile - Nuclear）。最早的戰斧Block I中，BGM-109A搭載二十萬噸級黃色炸藥威力的W80核彈頭，導引系統為慣性導航暨地形比對系統（TERCOM）。這種最早的戰斧被精確度較差，其中BGM-109A的圓週誤差公算（CEP）達80mBGM-109A乃至於往後的陸攻型戰斧在發射之前必須擬定詳細的任務計畫，先由衛星攝得目標附近方圓數千公里的地形/地理影像資料，然後規劃戰斧飛彈的路徑（由於其巡航速度只有0.7馬赫，很容易被防空砲擊落，因此必須低空貼地飛行，利用地形躲避雷達，並且設定曲折迂迴的航道），編輯成任務計畫然後輸入戰斧飛彈的影像比對系統中。在海面上飛行時，戰斧飛彈以慣性導航系統維持航向。進入陸地後，戰斧飛彈的地形輪廓比對系統會判斷飛行路徑的地形輪廓是否與資料庫中衛星影像符合，然後逐漸修正航道，朝目標前進。不過如果飛行路徑中的地形過於平坦或山脈過多，會使得地形比對系統無法有效運作。

#### RGM/UGM-109B

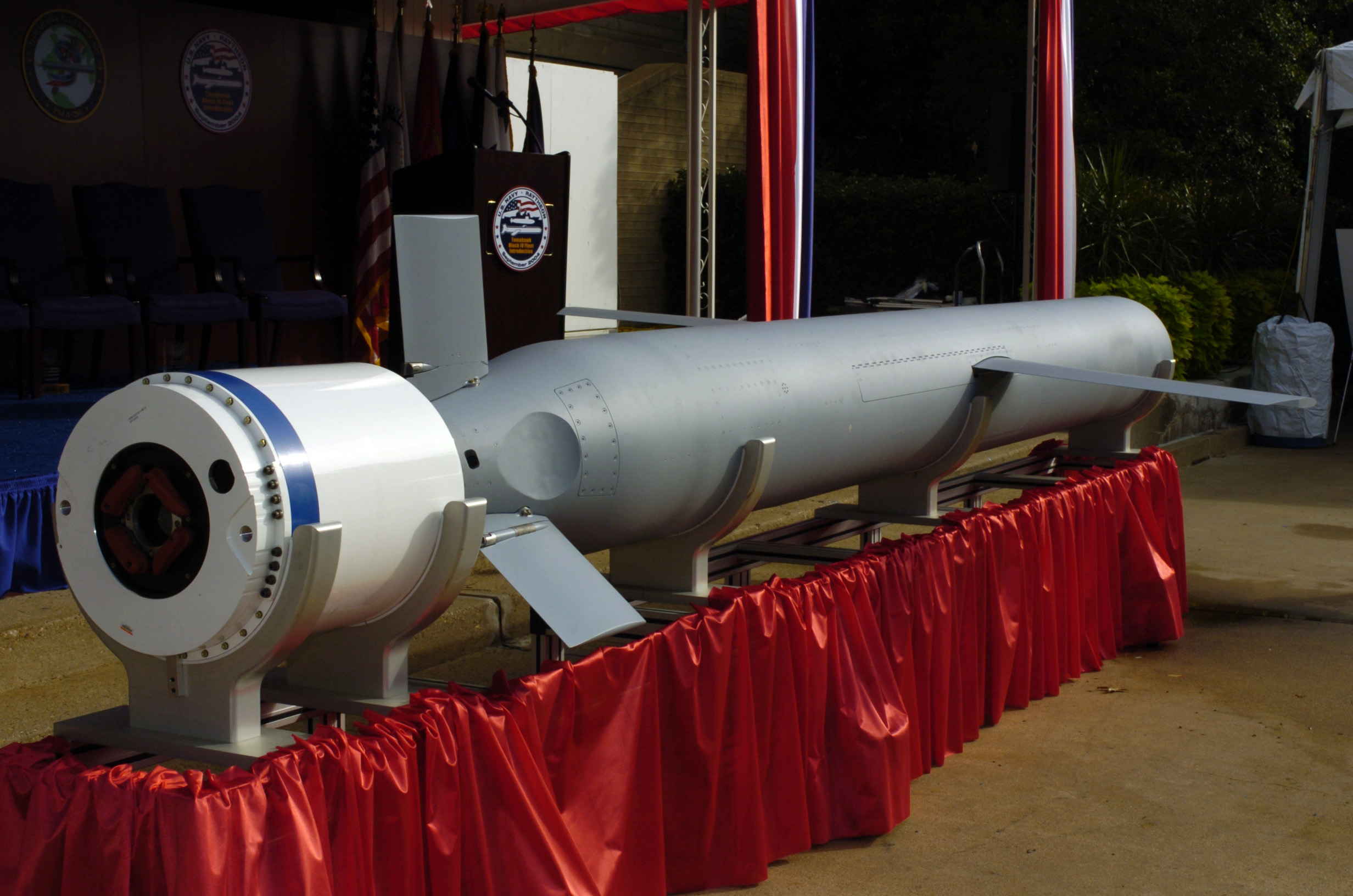
戰斧模型

RGM-109B型使用小牛飛彈的454kg（1000磅）傳統高爆彈頭、魚叉反艦飛彈的AN/DSQ-28雷達尋標頭與IBM系統4 Pi電腦。此外還擁有反輻射模式，會跟蹤並鎖定電子干擾訊號源加以攻擊。

### 第二批次
第二批次戰斧飛彈（Block II）是攜帶傳統彈頭的BGM-109C/D陸攻型戰斧（TLAM-C/D）。
換裝傳統高爆彈頭，並引進數位影像區域比對（DSMAC）系統，大幅提高精確度，CEP降至10m左右。TLAM是第一種真正好用的戰斧飛彈，由於配備的並非核武，故能在一般的情況下使用，並憑藉其極佳的精確度達成極高的效益。BGM-109C與D型的主要不同在於彈頭，C型配備454kg高爆彈頭，而D型則擁有內含166枚BLU-97/B次彈械的高爆集束彈頭。

### 第三批次

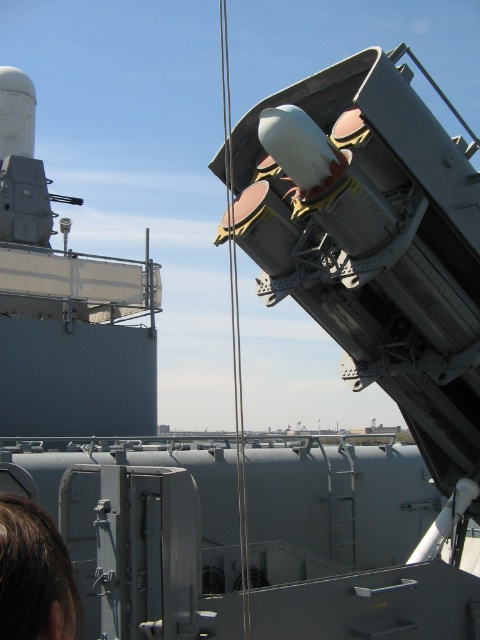
艦上發射台

第三批次戰斧飛彈（Block III）主要是針對Block II的技術進行改良，加裝GPS全球定位系統接收器、Time-of-arrival軟體控制、改良型導航電腦、程式化延遲引信。Time-of-arrival軟體使多枚戰斧飛彈能由不同方向攻擊同一目標。戰斧Block III的彈頭由Block II的454kg降至320kg，但由於彈殼較堅硬，穿甲能力反而是後者的兩倍。此外，戰斧Block III也改良發動機並增加燃油使用效率，以提升射程。

### 第四批次

戰斧使用國（英、美、西班牙）

第四批戰斧飛彈是經過戰斧基礎改良計畫（Tomahawk Basic Improvement Plane，TBIP）的戰斧Block IV，換裝具反干擾能力的GPS接收器，並加裝雙波段衛星UHF資料鏈，能在飛行中途更改攻擊目標。目前戰斧飛彈家族的最新成員是戰術型戰斧（Tactical Tomahawk，TACTOM），又稱為戰斧Block IV+。戰術型戰斧飛彈的整個結構與系統配置都重新設計，以簡化結構與生產程序、增加燃料儲存空間以及降低製造成本。戰術型戰斧的主要結構改進包括燃料箱構造簡化、電子系統集中安裝、簡化固態火箭加力器，此外減少特殊加工部件並減少35%的零件，大幅簡化生產流程。
戰術型戰斧相當重視降低成本，單價預定為57萬5千美元，約為以往戰斧（單價140萬美元左右）的1/3，此外單枚組裝工時也由原先610小時降為193小時。戰術型戰斧的射程延長至2800km，能在目標區上空盤旋約2小時（460km）。雖然戰術型戰斧的成本降低不少，但是性能不減反增，並使用最新的民間商用電子科技。戰術型戰斧的最大革新，就是使用彈性較以往大幅增加。先前的所有陸攻型戰斧飛彈在發射前擬定任務計畫、將地形與影像等資料輸入飛彈等程序相當麻煩且耗時（約需80小時），此外在Block IV之前的陸攻型戰斧都無法在中途更改目標。這些限制使得早期的陸攻型戰斧飛彈只能攻擊一個預先設定好的目標，無法運用於快速反應打擊任務中。
戰術型戰斧的導引系統可預先輸入15個不同目標，在飛彈升空後可視情況選擇預設目標之一加以攻擊，指揮單位也能利用資料链引導戰術型戰斧攻擊一個不在預設之內的新目標，大幅增加了使用彈性。
為了防止敵方對GPS訊號進行干擾，戰術型戰斧的GPS擁有反干擾能力。此外，戰術型戰斧增設一具電視攝影機，在目標區飛行時可將目標區的影像以資料鏈傳至指揮單位作為前一波攻擊戰果評估，如有需要可對其再度發動攻擊，或者引導飛彈攻擊新的目標；如此，戰術型戰斧彷彿是巡航飛彈與偵察用UAV的結合。為了增加戰斧飛彈的快速反應能力，美國海軍將配合戰術型戰斧飛彈引進新的艦上計畫系統（Afloat Planning System，APS），使得裝載戰斧飛彈的水面艦艇或潛艦能自行擬定任務計畫，而且與原先相較最多可減少90小時的任務計畫時間。
戰術型戰斧飛彈於2003年起量產，在2004年進入美國海軍服役。雷神公司還將在2005年推出戰術型戰斧的混凝土貫穿型（TTPV），配備最新發展的混凝土貫穿彈頭。

### 第五批次
第五批次於2021年3月推出，改進了導航和飛行中鎖定目標能力。之後還會推出海上打擊戰斧（MST，Block Va），能在海上擊中移動目標，以及配備聯合多效彈頭系統（JMEWS）的第五b批次（Block Vb），用於打擊多種陸上目標。所有第四批次戰斧都將升級為第五批次，而剩下的第三批次飛彈將退役。

## 描述
戰斧巡弋飛彈有多種衍生型，能夠使用不同種類的彈頭。現役的衍生型包含使用一傳統炸藥彈頭的陸攻戰斧C型（TLAM-C），攜帶次彈械傳統彈頭的陸攻戰斧-D（TLAM-D），攜帶核子彈頭的陸攻戰斧-A（TLAM-A）與陸攻戰斧-N（TLAM-N，沒有服役）以及戰斧反艦飛彈（TASM）。陸上發射型和卡車型態的發射載具為了遵循1987年的中程导弹条约而被銷毀。
早期在美國海軍軍艦上的戰斧飛彈從傳統的箱型發射器發射（如愛荷華級戰艦），後來戰斧飛彈改在大型水面船艦與核動力潛艦上具有隱蔽性的垂直發射系統上發射。
1993年開始服役的第三批次陸攻型戰斧具有較高的射程，使用全球定位系統（GPS）。

## 海外使用者
英國皇家海軍有向美國引入少量的戰斧飛彈，並以英軍核動力潛艦為發射平台。皇家海軍在1999年科索沃以及2011年利比亞內戰介入中都有使用過。
其他表示過購買意願的國家包括：澳大利亞、丹麥、日本、荷蘭、西班牙與以色列。西班牙計劃購買60枚戰斧飛彈，2004年時美國國務院已經核准，但是並未成交。以色列則是以撤出戈蘭高地作為美國出售戰斧飛彈的交換條件，然而美國政府以飛彈科技管制的理由而拒絕。
2023年8月，澳大利亚宣布将向美国采购200枚战斧巡航导弹。2024年12月9日，澳大利亚海军宣布，澳大利亚皇家海军霍巴特级驱逐舰成功发射战斧巡航导弹，澳大利亚成为继美国和英国之后，世界上第三个获得并发射此类导弹的国家。
2023年11月17日，美国批准了日本購買400枚戰斧飛彈的請求。這是東京加強其防禦努力的一部分。美國國務院表示，美國將批准這筆價值23.5億美元的交易，其中包括兩種類型的 “戰斧” 飛彈，射程為1,600公里（995英里）。

## 實戰紀錄

### 波斯灣戰爭
1991年波灣戰爭是戰斧飛彈的處女秀，開戰前美國有大約900枚BGM-109C與100枚BGM-109D，另外有60枚潛射型陸攻C型飛彈由麥道公司緊急修改，提升內部的燃料攜帶量，使得攻擊潛艇可以在較遠的距離發射。
美國海軍使用包括提康德羅加級巡洋艦、阿利伯克級驅逐艦、洛杉磯級核子潛艇及愛荷華級戰艦等13艘水面船艦與至少兩艘潛艦上發射的戰斧飛彈攻擊伊拉克的陸上目標。這些艦艇當時處於波斯灣、紅海與地中海等海域。其中大約100枚在第一波攻擊機組進入伊拉克領空前先打擊數個重要目標。第一波發射的52枚飛彈當中有51枚擊中預定的目標，包括將一座電視轉播塔炸成兩截。
在整場衝突當中，一共使用了291枚戰斧飛彈攻擊各類地面目標，發射成功率是95%，命中率是85%。許多戰斧飛彈的攻擊計畫是安排在偵查衛星通過目標區之前的一個小時命中目標，能夠透過衛星取得攻擊效果的評估資料。如果目標區的天氣狀況不佳，導致無法使用導引武器時，也會改以戰斧飛彈取代有人飛機。

### 伊拉克衝突
1991年與伊拉克的武裝衝突結束之後，美國仍數度使用戰斧巡弋飛彈攻擊伊拉克境內的目標。1993年1月17日美國發射45枚飛彈攻擊伊拉克位於Zaafaraniyah的核子設施，摧毀大多數的建築。一枚飛彈在發射過程中無法轉入巡航飛行模式而自毀，一枚在巴格達被擊落，3枚没有命中目標。1993年6月美國為了報復伊拉克企圖暗殺已卸任喬治·赫伯特·沃克·布希總統而再度使用22枚飛彈，其中3枚未擊中目標。
1996年9月美國海軍發射14枚飛彈攻擊6處目標，第二天再度發射17枚飛彈對付4處目標，命中率約90%。
1998年的沙漠狐狸行動中，美國動用325枚戰斧巡弋飛彈，其中292枚命中預定目標。

### 科索沃戰爭
1995年美軍對塞爾維亞第一次使用戰斧巡弋飛彈，諾曼地號巡洋艦（USS Normandy CG-60）一共發射13枚飛彈，而這也是第一次使用第三批次、GPS導引的戰斧。
1999年科索沃衝突開始時，除了美國海軍之外，英國海軍的潛艇也發射20枚戰斧攻擊各處目標。26枚戰斧分別針對18處可移動目標，摧毀或者是損傷10架停在地面的飛機與14具雷達。在78天的衝突中，一共使用了238枚戰斧，其中198枚命中目標，這些目標包辦了50%可移動目標與42%的整合防空系統。
美國海軍的菲律賓海號巡洋艦（USS Philippine Sea CG-58）還創下準備與計畫任務時間最短非正式記錄（101分鐘對比於一般需要6小時）。

### 伊拉克戰爭
如同12年前的波灣戰爭一樣，美軍大規模地使用戰斧飛彈攻擊伊拉克境內的目標，一舉將海珊逼到北方的提克里特。

### 阿富汗戰爭
美軍從印度洋上發射了戰斧飛彈，直搗阿富汗境內蓋達組織與塔利班的陣地。

### 利比亞內戰
在「奧德賽黎明」行動中，美軍潛艦同樣使用了戰斧飛彈對付卡扎菲的軍隊，企圖阻止卡扎菲當局繼續武力鎮壓反抗群眾。

### 敍利亞內戰
2014年9月22日，美國海軍派出阿利·伯克號驅逐艦發射戰斧飛彈攻擊在敘利亞邊境ISIL據點。
2017年4月6日，美國為報復敘利亞阿賽德政權殃及平民的致命化武攻擊（據土耳其衛生部稱該化學物質為沙林），於川習會時，下令發射59枚戰斧飛彈攻擊巴沙爾·阿薩德部隊的沙伊拉特空軍基地。在攻擊被證實後的數小時內，敘利亞與俄羅斯都有不同的命中率評估，稍後由美軍公開證實59枚飛彈皆完全命中目標。

## 流行文化
- 电影
  - 《魔鬼戰將》（Under Siege）：前任CIA情報員史傳尼克斯（湯米·李·瓊斯飾演）率領僱傭兵劫持戰艦密蘇里號，企圖販賣艦上的戰斧巡弋導彈，並發射其中兩枚企圖襲擊檀香山。片尾時一枚被空軍戰鬥機擊沉，另一枚由雷白克（史蒂芬·席格飾演）在艦上啟動導彈的自爆裝置使其墜落。
  - 《變形金剛3》（Transformers: Dark of the Moon）：美軍使用戰斧飛彈擊落部分霸天虎戰機。
  - 《超級戰艦》：美軍使用戰斧飛彈擊毀部分外星戰艦[12]。
  - 《世界異戰》：美軍小隊成功聯絡到空軍基地，發射戰斧飛彈，使用雷射導引並成功擊毀外星人控制中心。
  - 《捍衛戰士:獨行俠》:為了掩護空襲行動，美軍發射了多枚戰斧巡弋飛彈以癱瘓敵軍的機場跑道，為彼得‧米契爾上校(湯姆‧克魯斯飾)帶領的F/A-18E/F超級大黃蜂式打擊戰鬥機機隊爭取了寶貴的空檔。

- 电子游戏
  - 《戰地風雲4》（Battlefield 4）：
    - 在多人模式中以指揮官模式的指揮官技能「巡航导弹」之姿出現。
    - 在資料片「海軍風暴」（Naval Strike）中，佔領航母以外的目標以後，旁邊的反艦飛彈發射台會發射該飛彈攻擊敵方航母。

- 輕小說
  - 《驚爆危機》（フルメタル・パニック!）：Tuatha de Dannan為了破壞蘇聯的Whisper研究所發射過。

## 相關
- 提康德羅加級飛彈巡洋艦
- 勃克級飛彈驅逐艦
- 朱姆沃爾特級驅逐艦
- 洛杉矶级攻击型核潜艇
- 海狼級核動力攻擊潛艦
- 俄亥俄级核潜艇
- 弗吉尼亚级核潜艇
- Kh-55飛彈
- 長劍-10飛彈
- 德立拉飛彈
- V-1飛彈
- 雄風2E巡弋飛彈
- 堤豐中程飛彈發射系統

## 外部連結
- Official site.
- BGM-109 Tomahawk （页面存档备份，存于）, GlobalSecurity.org.